# OP-Bunker Teichstraße

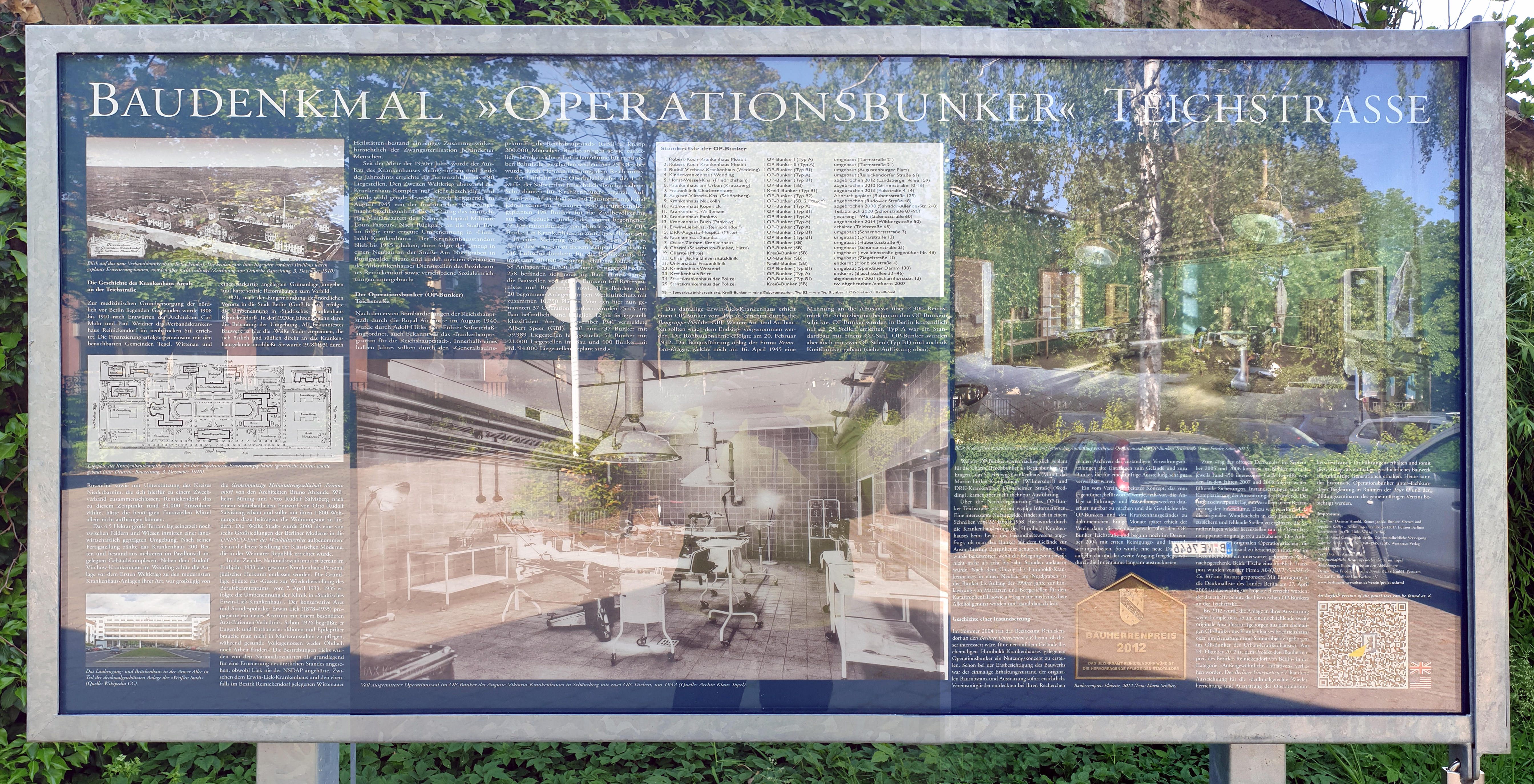
Gedenktafel am Bunker in der Teichstraße

Der OP-Bunker Teichstraße (ⓘ; OP steht für Operationssaal) befindet sich auf dem ehemaligen Gelände des Humboldt-Krankenhauses an der Teichstraße in Berlin-Reinickendorf.

## Geschichte
Am 22. Dezember 1941 erfolgte der Beschluss, im Erwin-Lieck-Krankenhaus (heute Humboldt-Krankenhaus) für Not-Operationen einen geschützten OP-Saal zu errichten. Der Rohbau konnte kurzfristig fertiggestellt werden, die Abnahme erfolgte am 20. Februar 1942. Bis 1945 wurden in Berlin 24 weitere OP-Bunker, teilweise auch mit mehreren OP- bzw. Kreißsälen errichtet.
Nach der Verlegung des Humboldt-Krankenhauses an einen neuen Standort wurde der Bunker als Lager benutzt. Der OP-Bunker ist vom Verein Berliner Unterwelten restauriert und zu einem Dokumentationszentrum für Ausstellungen zur Geschichte der OP-Bunker und des Humboldt-Krankenhauses ausgebaut worden. 2012 wurde das Projekt für die „denkmalgerechte Wiederherrichtung und Ausstattung“ mit dem Bauherrenpreis des Bezirks Reinickendorf ausgezeichnet. Bereits 2010 wurde der Bunker unter Denkmalschutz gestellt. Er ist im Rahmen von geführten Rundgängen zu besichtigen.
Am 14. März 2022 wurde am ehemaligen OP-Bunker eine Gedenk- und Informationstafel aufgestellt.